# جورجوني
 جورجوني (Giorgione) (C. 1477 - 1510) هو اسم مألوف جورجو barbarelli دا castelfranco، رسام إيطالي، واحد من الفنانين البذرة من ارتفاع النهضة في البندقية. ويعتبر مؤسس مدرسة البندقية والذي تكونت في القرن السادس عشر حيث قامت بدور هام وطوّرت من أساليب فن التصوير في إيطاليا. هو معروف للبعيد المنال الشعرية ونوعية عمله، ونتيجة من عدم اليقين حول هوية ومعنى فنه جعلت جورجوني واحدا من أكثر الشخصيات الغامضة في الفن الأوروبي.
أحد أعظم المصورين في العالم قضى حياة قصيرة لذلك كان قليل الإنتاج. تتلمذ (جورجوني) على يد المصور الشهير (جوفاني بيليني) وتأثر في بداياته بأسلوبه الديني.. وانعكست على لوحاته آثار حبه للموسيقى مما جعل لوحاته ذات نغم خاص.. حيث رسم موضوعات اتسمت بالغموض فجمع بين تنغيمه الموسيقي وشاعرية أستاذه (بيليني).. لكن جورجيوني استقل بأسلوبه الخاص في أواخر حياته فبدأ برسم الأشخاص وخلفية اللوحة منظر طبيعي.. فكانت أعظم اللوحات.. كلوحة (العاصفة) و(اللحن الريفي) و(فينوس النائمة).
خرج جورجوني عن نطاق الفن الديني والفن الرسمي التاريخي وجعل الموضوع ذريعة لمعالجة مشكلات اللون والنور والشكل والتعبير عن نظراته الجمالية ومثلت أعماله القليلة علامة طريق في تجارب التصوير
أمضى تيتيان فترة حياته الفنية الأولى في رعاية أستاذه "جورجوني"

## روابط خارجية
- جورجوني على موقع الموسوعة البريطانية (الإنجليزية)
- جورجوني على موقع ميوزك برينز (الإنجليزية)
- جورجوني على موقع إن إن دي بي (الإنجليزية)
- جورجوني على موقع ديسكوغز (الإنجليزية)